# NEW ORDER
「NEW ORDER」（ニューオーダー）は、宮野真守の楽曲。STYが作詞・作曲を手掛けた。宮野の10枚目のシングルとして2014年2月19日にキングレコードから発売された。

## 概要
前作『カノン』から10か月ぶりとなるシングル。
表題曲「NEW ORDER」はテレビアニメ『うーさーのその日暮らし 覚醒編』の主題歌に起用され、後にラジオ『宮野真守のRADIO SMILE』のオープニング曲にも起用された。「新体制」を意味するタイトル名は、2013年の日本武道館公演を踏まえて次のステップを目指そうという想いが込められている。制作に際しては当初第1期のポップでかわいい曲調の踏襲を考えていたが、アニメサイドからカッコいい曲との依頼を受けたため、敢えてエレクトロなダンスチューンに仕上げたという。宮野はSTYの曲を聴いた第一印象としてあまりにカッコ良すぎるためあたかもSTYから挑戦状を受け取ったような感覚であったことを明かしている。
2曲目「覚醒エタニティ」は、女性向け恋愛ゲーム『妖かし恋戯曲』の主題歌に起用された。そのため作中の和の要素やバンド活動をしているキャラクターを反映し、妖艶で力強さのある和風ロック的な曲になっている。
3曲目「Happy Happy Birthday」は、宮野自身のバースデーソングを毎日歌って欲しかったため3曲目に入れることに決めたという。後にラジオ『宮野真守のRADIO SMILE』エンディングテーマに起用された。
表題曲にはPVが制作されており、廃墟で撮影が行われた。反体制をテーマとしており、鉄球や鞭を振る人物が登場している。
また、ジャケットは、合成を用いた近未来的な世界観に仕上がっている。

## シングル収録内容
| #         | タイトル                 | 作詞      | 作曲                         | 編曲                         | 時間  |
| --------- | ------------------------ | --------- | ---------------------------- | ---------------------------- | ----- |
| 1.        | 「NEW ORDER」            | STY       | STY                          | STY                          | 4:04  |
| 2.        | 「覚醒エタニティ」       | 小山寿    | 小山寿                       | 高橋浩一郎                   | 3:54  |
| 3.        | 「Happy Happy Birthday」 | 宮野真守  | JIN NAKAMURA、CJヴァンストン | JIN NAKAMURA、CJヴァンストン | 4:40  |
| 合計時間: | 合計時間:                | 合計時間: | 合計時間:                    | 合計時間:                    | 12:40 |

## チャート
| チャート（2014年）                | 最高位 |
| --------------------------------- | ------ |
| オリコン                          | 12     |
| Billboard JAPAN Hot 100           | 24     |
| Billboard JAPAN Hot Singles Sales | 9      |
| Billboard JAPAN Hot Animation     | 4      |
| サウンドスキャンジャパン          | 8      |

## 収録アルバム
| 曲名      | 収録アルバム | 発売日        | 備考                  |
| --------- | ------------ | ------------- | --------------------- |
| NEW ORDER | 『FRONTIER』 | 2015年9月16日 | 5thオリジナルアルバム |